# La Salvetat-Peyralès
La Salvetat-Peyralès – miejscowość i gmina we Francji, w regionie Oksytania, w departamencie Aveyron. W 2013 roku jej populacja wynosiła 999 mieszkańców. Przez gminę przepływa rzeka Viaur. 
W La Salvetat-Peyralès urodził się wikariusz apostolski Nowej Kaledonii Alphonse-Hilarion Fraysse SM.